# Frutz
Die Frutz ist ein 23 Kilometer langer Fluss in Vorarlberg. Sie durchfließt das Laternsertal von Osten nach Westen und mündet bei Koblach von rechts in den Alpenrhein.

## Name
Die erste schriftliche Nennung des Flusses fand 1127 als Fruza statt. Der Name leitet sich vom vorromanischen/keltischen Wort *frutā für 'Sturzbach, Felseinschnitt' ab.

## Geographie

### Verlauf
Die Frutz entspringt auf einer Höhe von 1782 m ü. A. am Nordosthang der Löffelspitze und vereinigt sich noch auf ihrem ersten Kilometer mit mehreren Quellbächen aus den Gebieten der Oberen Frutz-Alpe und der Gampernest-Alpe.
Bis zur Mündung des Bärentobelbachs bildet sie die Grenze zwischen Laterns und der Gemeinde St. Gerold, die hier weit in das Laternsertal reicht. Im weiteren Verlauf bleibt der Fluss innerhalb des Laternser Gemeindegebiets, bis er die wildromantische Üble Schlucht durchfließt, die als Natura-2000-Gebiet geschützt ist.

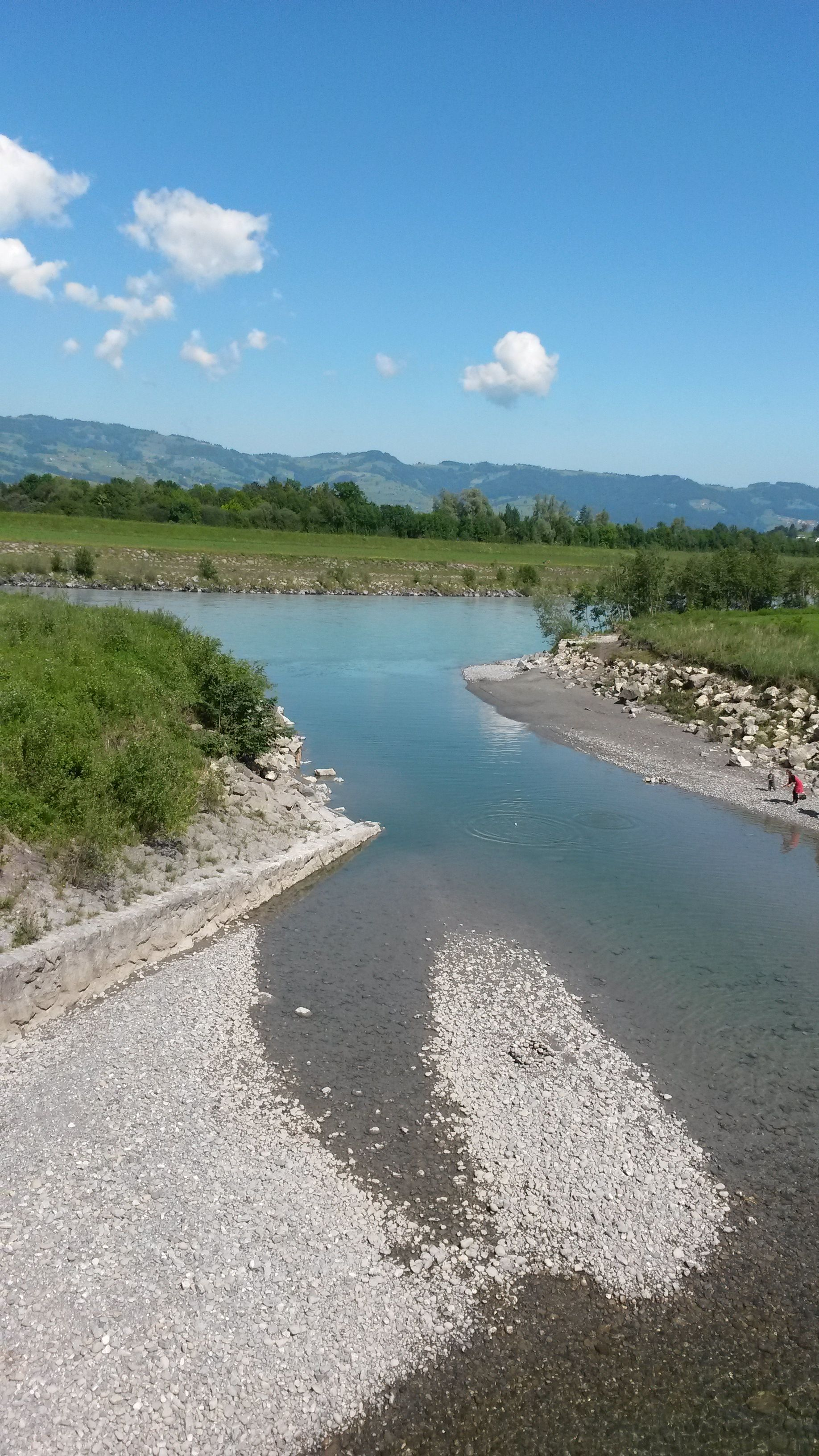
Einmündung der Frutz in den Rhein

Nach der Schlucht bildet der Fluss zuerst für ein kurzes Stück die Grenze zwischen Zwischenwasser und Laterns, später zwischen Zwischenwasser und Rankweil.
Beim Gewerbepark in Rankweil erreicht die Frutz die Ebene des Alpenrheintales. Dort wird künstlich der Mühlbach abgezweigt, der durch die Ortschaft zur Löschwasserentnahme durch die Feuerwehr geleitet wird. Ab der Mündung der Frödisch ist die Frutz Grenzfluss zwischen Rankweil und Sulz und für etwa einen Kilometer zwischen Rankweil und Röthis, bevor sie Koblacher Gemeindegebiet erreicht, wo der Klausbach mündet. 
670 Meter vor ihrer Mündung in den Rhein wird die Frutz vom Ehbach unterführt, der einen Kilometer später separat in den Rhein mündet. Die Frutz mündet schließlich auf einer Höhe von 417 m ü. A. bei Koblach von rechts in den Rhein.
Der 23,4 km lange Lauf der Frutz endet ungefähr 1365 Höhenmeter unterhalb ihrer Quelle, sie hat somit ein mittleres Sohlgefälle von etwa 58 ‰.

### Zuflüsse
In der folgenden Tabelle sind alle Zuflüsse gelistet, die in der ÖK50 namentlich aufgeführt sind.
| Flusskilometer | Seite  | Name         | GKZ    |
| -------------- | ------ | ------------ | ------ |
| 01,4           | rechts | Klausbach    | 812101 |
| 06,5           | rechts | Frödisch     | 812103 |
| 19,5           | rechts | Garnitzabach | 812141 |

## Sonstiges
Bis 2008 war im unteren Verlauf (ab Zufluss Klausbach) ein Badeverbot verhängt. Die Abwasser der ARA-Vorderland wurden dort in die Frutz eingeleitet und konnten bei geringem Wasserstand eine Verschlechterung der Wasserqualität zur Folge haben.

## Galerie

Die Frutz
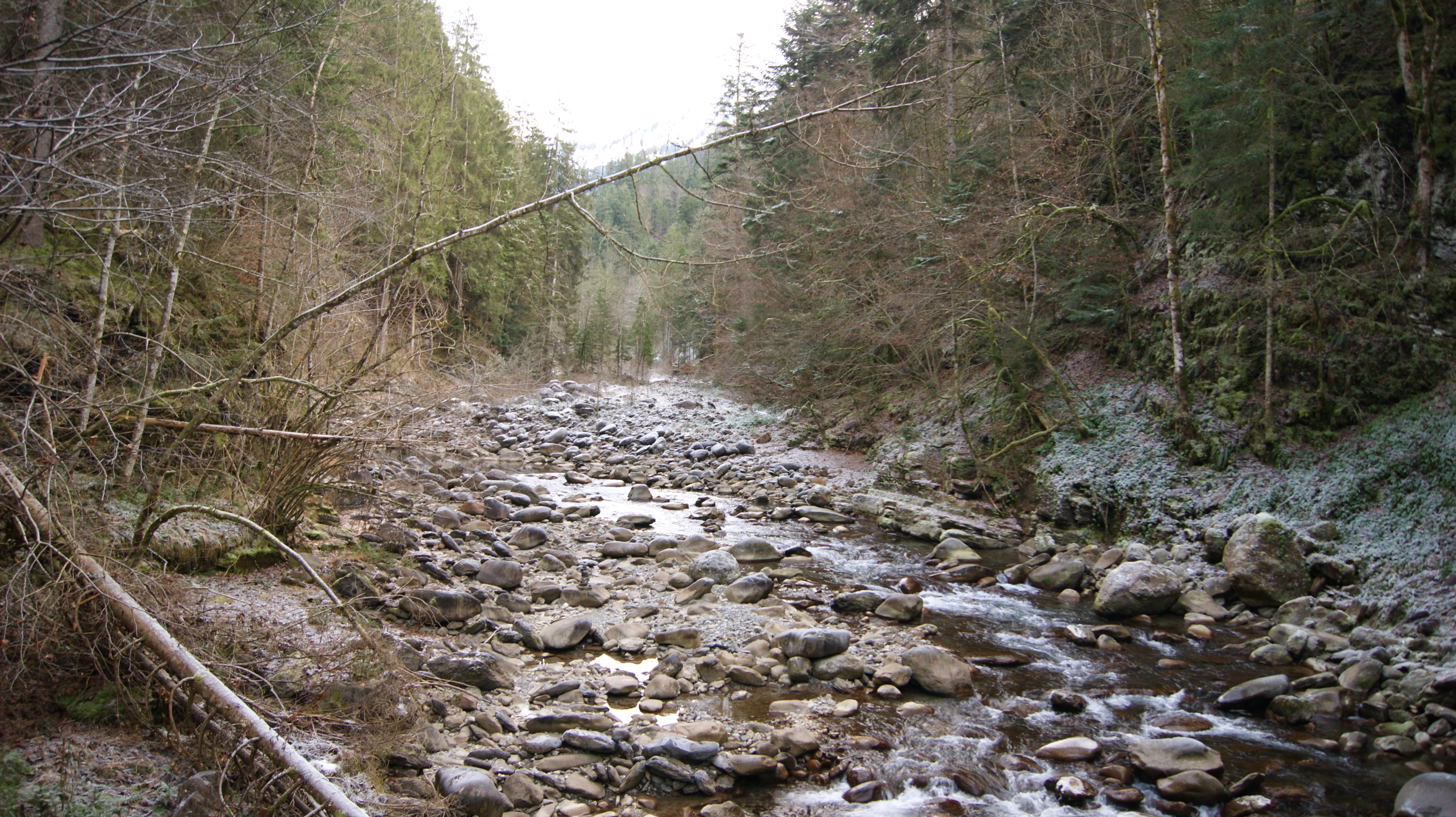
Frutz bei von Laterns-Thal
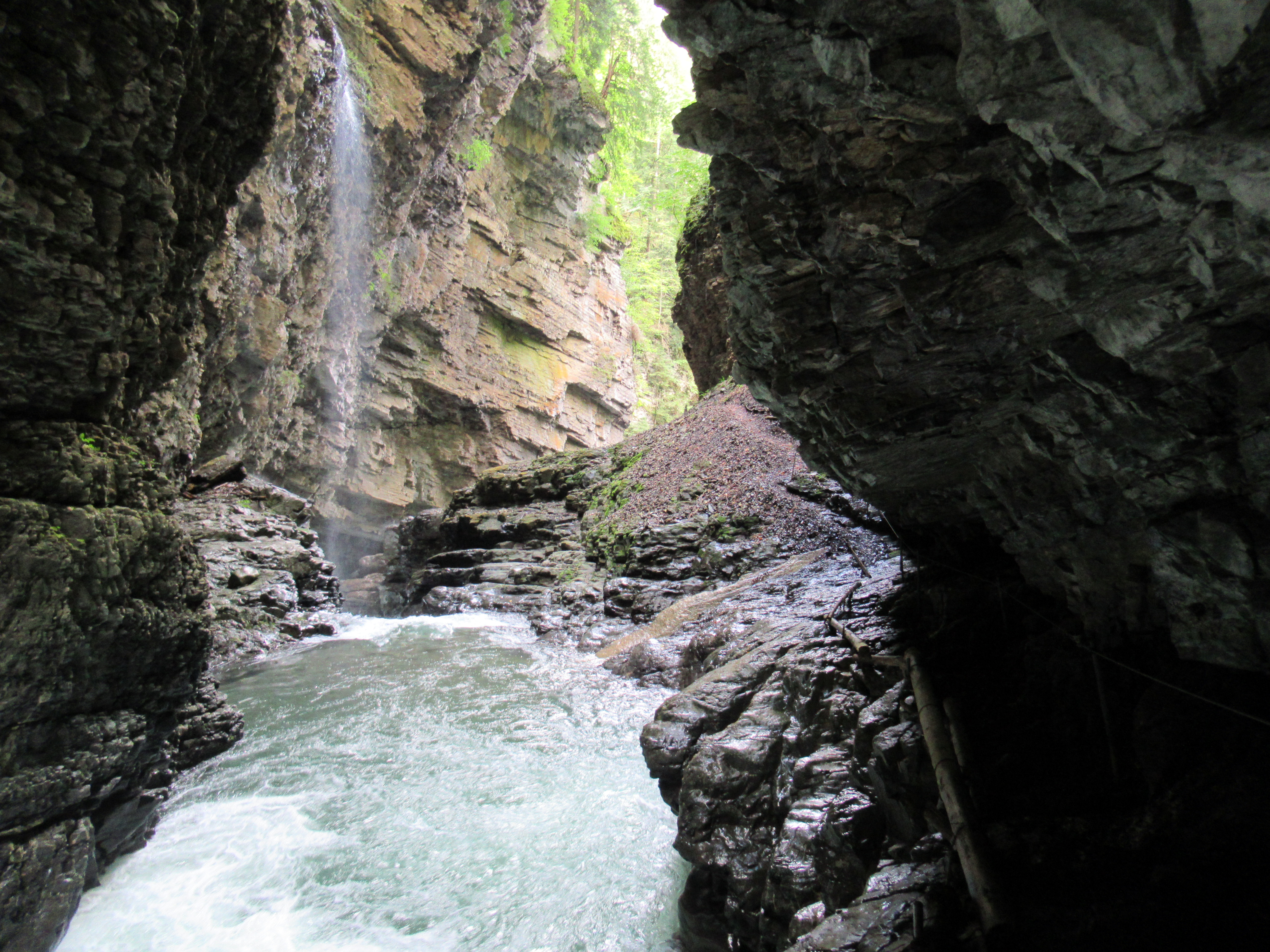
Engstelle der Üblen Schlucht
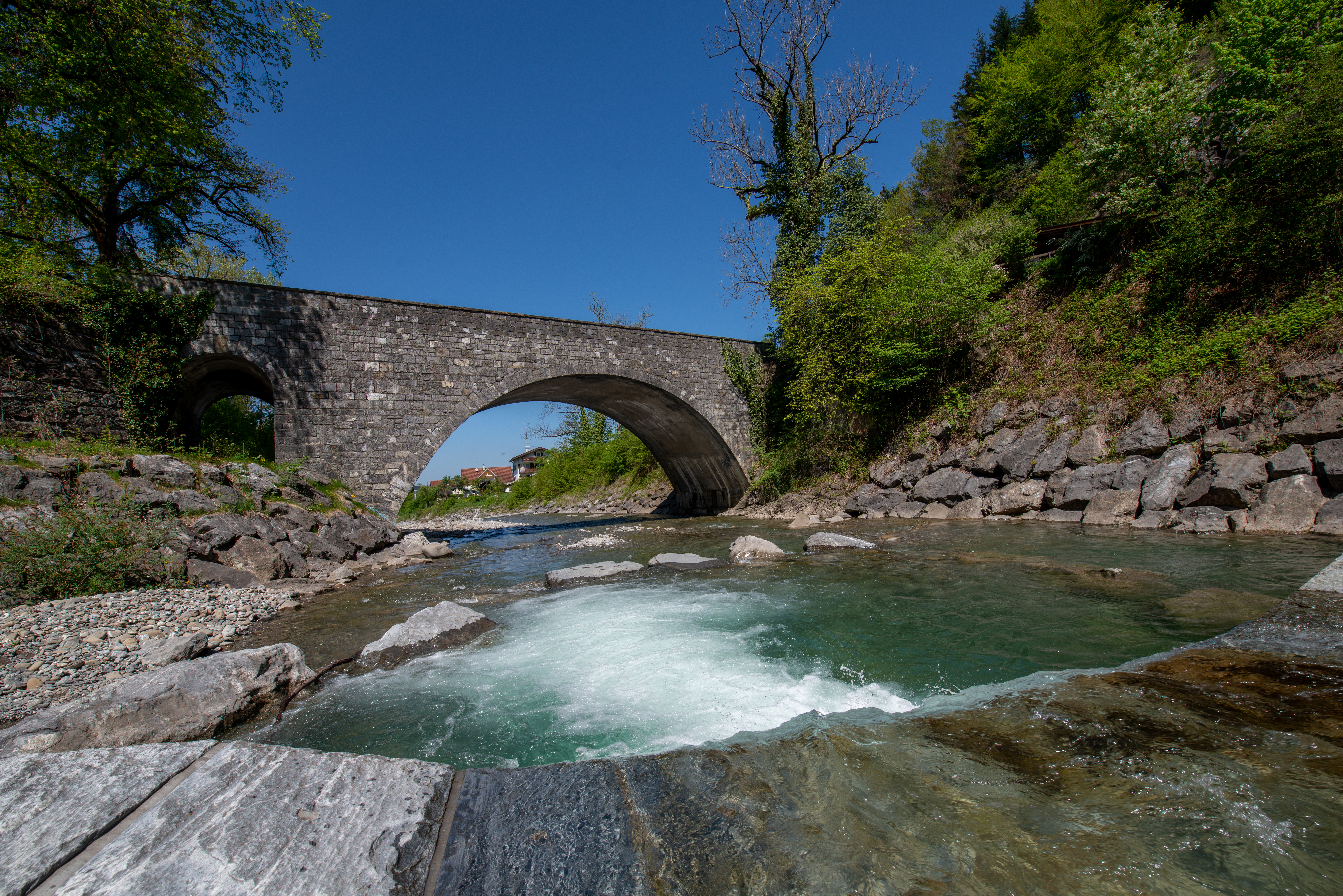
Brücke über die Frutz in Rankweil
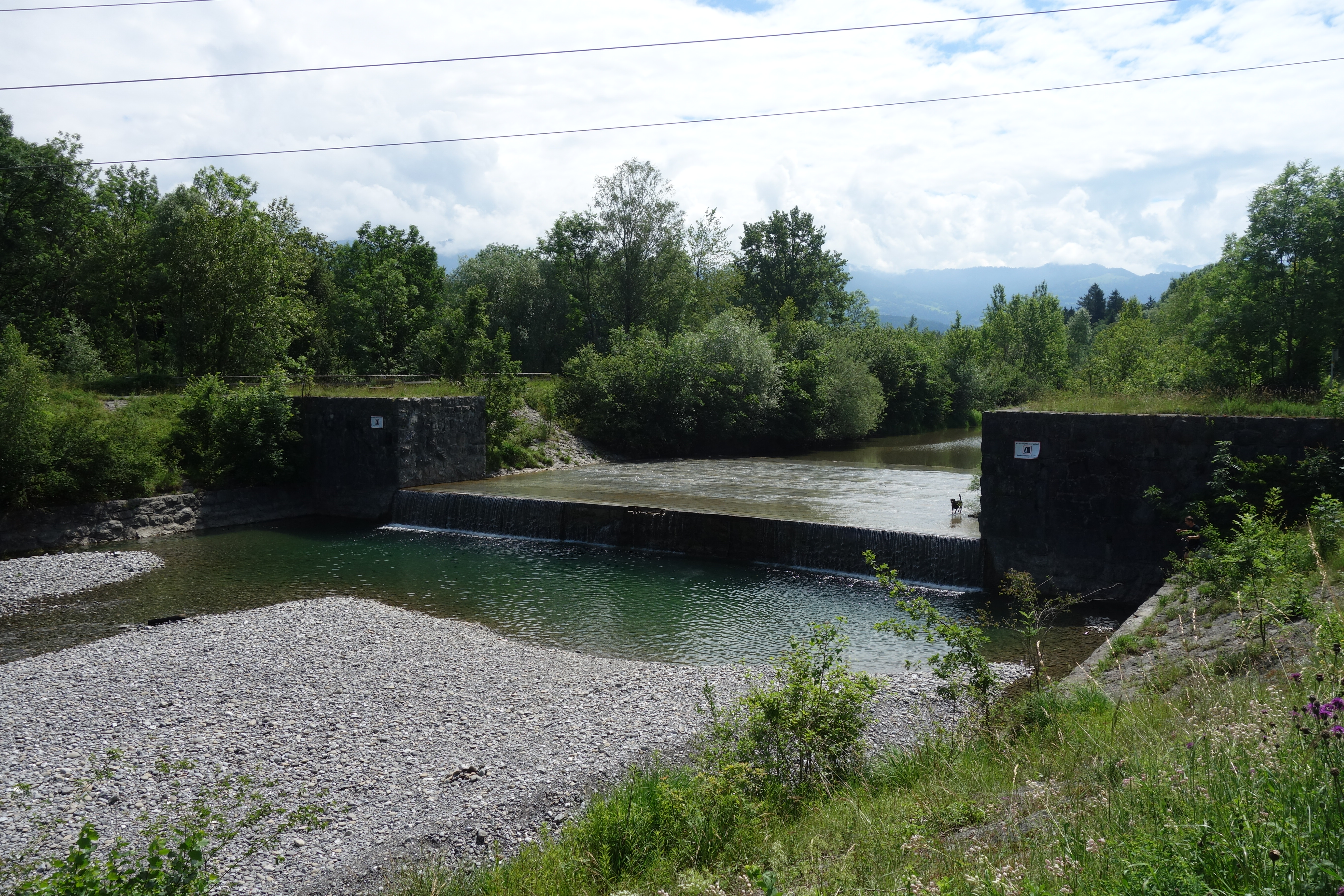
Unterführung des Ehbachs unter der Frutz kurz vor der Mündung in den Rhein